# Ярошевич, Пётр
Пётр Яроше́вич (пол. Piotr Jaroszewicz; 8 октября 1909, Несвиж — 1 сентября 1992, Варшава) — польский государственный деятель, многолетний член партийно-государственного руководства ПНР. В 1964—1970 — кандидат в члены Политбюро ЦК ПОРП, в 1970—1980 — член Политбюро ЦК ПОРП. В 1970—1980 — председатель Совета Министров ПНР. С 1950 имел воинское звание дивизионного генерала. Принадлежал к ближайшему окружению Эдварда Герека, в 1970-е курировал экономическую политику ПОРП. Был подвергнут изоляции в период военного положения 1981—1982. После освобождения отошёл от политики. Убит на своей вилле с целью ограбления.

## Ранняя жизнь. Депортация в СССР
Родился в семье православного священника. Учился в Ясло. Работал школьным учителем, затем директором школы в Гарволине.
После начала Второй мировой войны перебрался в советскую зону оккупации Польши. Был директором гимназии в Пинске. 10 июля 1940 года Пётр Ярошевич с женой и дочерью был депортирован советскими властями в Архангельск (Слободка, Красноборский район). Оттуда перемещён в Сталинград, затем в Казахстан.

## Карьера в армейском политаппарате
Летом 1943 года примкнул к польским военно-политическим формированиям, созданным в СССР. Он присоединился к 1-го польскому корпусу под командованием генерала Зыгмунта Берлинга. Прошёл ускоренный курс военного обучения, получил офицерское звание во 2-й Варшавской пехотной дивизии. Служил в политико-пропагандистском аппарате в качестве политрука.
В 1944 году вступил в коммунистическую ППР, после чего получил должность заместителя командующего 1-й польской армией по политической части. Летом-осенью 1945 года возглавлял Главное политическое управление Войска Польского. С октября 1945 года — главный интендант Войска Польского. В конце года получил звание бригадного генерала, с ноября 1950 года— генерал дивизии.
В 1945—1950  годах — заместитель министра обороны ПНР.

## В партийно-государственном руководстве
С момента основания ПОРП в 1948 году являлся членом ЦК правящей польской компартии. В 1952 году он был назначен заместителем премьер-министра ПНР Болеслава Берута. Специализировался на руководстве экономической политикой. В 1954—1956 годах занимал пост министра горного хозяйства.
Во внутрипартийных конфликтах поддерживал группировку Пулавяне (пол. puławianie) в ПОРП Романа Замбровского и Леона Касмана, которая считалась подверженной еврейскому влиянию и противостояла польским национал-коммунистам, сторонникам таких деятелей, как Владислав Кручек или Мечислав Мочар (к «пулавянам» принадлежал и Эдвард Герек). В конце 1940-х — начале 1950-х годах группировка считалась ортодоксально-сталинистской, но после 1956 года стала выступать за ограниченную и контролируемую либерализацию режима.
В 1956 году — представитель ПНР в СЭВ. C 1957 года — заместитель председателя Экономического комитета при Совете Министров ПНР и председатель правительственного комитета по внешнеэкономическим связям. В июне 1964 года на IV Съезде ПОРП был избран кандидатом в члены Политбюро ЦК ПОРП — высшего органа партийно-государственной власти Польши. 20 декабря 1970 года на VII Пленуме ЦК ПОРП был избран членом Политбюро ЦК ПОРП. 
С 1947 по 1985 год являлся депутатом сейма ПНР, состоял во фракции ПОРП.

## Глава правительства ПНР
23 декабря 1970 года, в результате политического кризиса, вызванного вооружённым подавлением рабочих протестов на Балтийском побережье, сменил Юзефа Циранкевича на посту председателя Совета Министров ПНР. Одновременно сменилось высшее партийное руководство: первым секретарём ЦК ПОРП вместо Владислава Гомулки стал Эдвард Герек, с которым Ярошевич давно выступал в политическом союзе.
На посту главы правительства проводил курс, ориентированный на достижение политической стабильности за счёт повышения социальных стандартов и уровня жизни населения. Герек и Ярошевич всячески демонстрировали понимание экономических проблем, совместно посещали предприятия, обещая рабочим учитывать их нужды. Важным элементом этой политики были массированные финансовые заимствования на Западе.
В то же время в экономике сохранялась централизованная плановая система. Предпринимались попытки решения бюджетных проблем через повышение потребительских цен, что вызвало новую волну протестов летом 1976 года.
К началу 1980 года провал экономической политики Ярошевича стал очевиден. На VIII съезде ПОРП в феврале 1980 года он был выведен из состава Политбюро и снят с поста председателя Совета Министров (формально это обосновывалось превышением 70-летнего возраста). Новым главой польского правительства стал Эдвард Бабюх, но это не принесло сколько-нибудь существенных перемен.

## Изоляция при военном положении
Отставка в феврале 1980 года фактически завершила политическую деятельность Ярошевича. Он не играл никакой роли в событиях 1980—1981 годов, не принимал участия в конфликте ПОРП с движением «Солидарность». При этом новое партийно-государственное руководство возложило на него значительную долю ответственности за экономические трудности. VII пленум ЦК ПОРП 3 декабря 1980 обязал Центральную комиссию партийного контроля рассмотреть  персональное дело П. Ярошевича и "принять решение относительно его принадлежности к партии". Политик был демонстративно исключён из рядов ПОРП.
13 декабря 1981 года, при введении военного положения, он был изолирован военными властями — фактически взят под арест — в составе группы бывших руководителей во главе с Гереком. Пребывал в этом состоянии до конца 1982 года. После освобождения прокуратура ПНР предъявила Ярошевичу уголовные обвинения должностного и экономического характера. Ярошевич не признавал своей вины, возлагая всю ответственность за хозяйственные провалы на партийно-политическое руководство, «торпедировавшее» его прогрессивные начинания. В итоге судебный процесс не состоялся, поскольку в 1984 году сейм ПНР объявил амнистию.

## Убийство и расследование

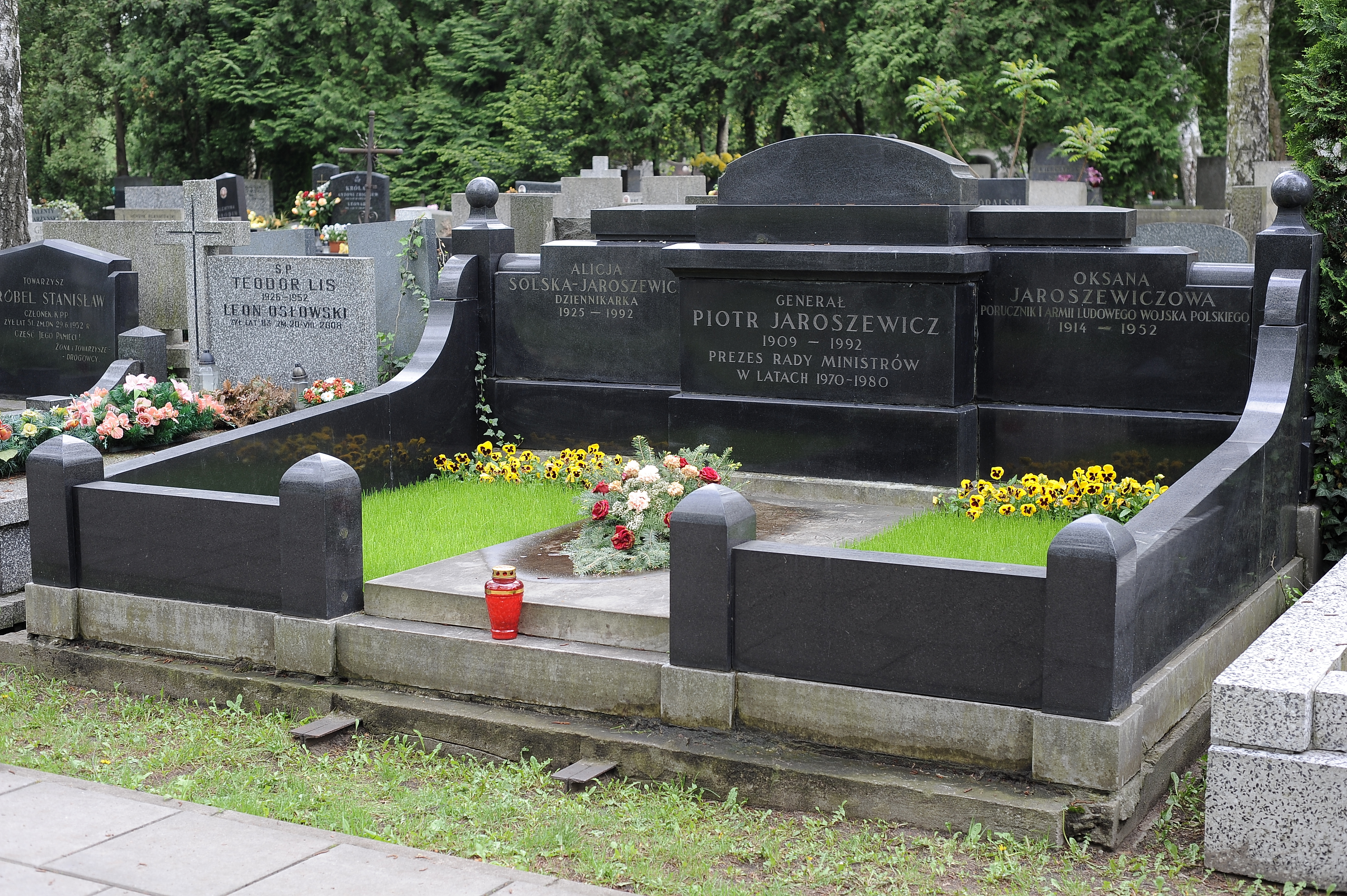
Могила Пётра Ярошевича и его жены Алисии

Последние десять лет жизни провёл в качестве частного лица. Никак не участвовал в политике, публично не реагировал на смену власти и общественной системы, совершившуюся в Польше в 1989—1990 годах. Проживал на вилле в пригороде Варшавы — городке Анин. Предпринимал повышенные меры безопасности, включавшие высокий забор с колючей проволокой, сторожевую собаку и ношение оружия.
В ночь на 1 сентября 1992 года 82-летний Пётр Ярошевич и его 66-летняя жена Алисия Сольска были убиты при загадочных обстоятельствах в своём доме. Их трупы обнаружили только 3 сентября. Убийство совершалось с особой жестокостью. Ярошевич был избит и задушен, его жена связана и застрелена (перед этим она, возможно, сумела ранить кого-то из нападавших, так как в доме была обнаружена кровь третьего человека). Возникло предположение, что целью преступников являлись некие документы — «архив Ярошевича», связанные либо с периодом нацистской оккупации и Второй мировой войны, либо с политикой 1980-х годов, деятельностью генералов Ярузельского и Кищака.
В 1994—2000 годах состоялся процесс над четырьмя подозреваемыми (все они отличались нацистскими взглядами), однако подсудимые были оправданы. Преступники и мотив убийства долго оставались неизвестны. Убийство четы Ярошевичей (наряду с делом Марека Папалы и Станислава Булак-Балаховича) принадлежало к загадкам современной Польши. В 2009 году Генрик Сквазиньский написал книгу об убийстве политика — «Jak zabiłem Piotra Jaroszewicza».
14 марта 2018 года министр юстиции и генеральный прокурор Польши Збигнев Зёбро объявил о раскрытии убийства 26-летней давности. Расследование провела краковская полицейская группа «Архив Х». Обвинения предъявлены трём подозреваемым из т. н. Банды каратэ, совершившей серию разбоев и убийств в 1990-х. Двое обвиняемых признались в преступлении. Мотивом убийства являлось ограбление, без какой-либо политической подоплеки (преступники забрали деньги в злотых и марках, золотые монеты, личное оружие Ярошевича, часы его жены). В августе 2020 года в окружном суде Варшавы начался судебный процесс.

## Семейная жизнь
Был дважды женат. В первом браке с Оксаной Ярошевич имел сына Анджея (известный спортсмен-автогонщик). В браке с Алисией Сольской (участница Варшавского восстания, подполковник Войска Польского, известный экономический журналист) имел сына Яна.

## Награды
- орден Октябрьской Революции (7 октября 1974)
- орден Дружбы народов (5 октября 1979)